# 該撒利亞的巴西流
巴西流（希臘語：Μέγας Βασίλειος，拉丁文：Basilius Magnus，或，Basilius Caesariensis，约330年—379年1月1日），或譯巴西略、聖大巴西略、大聖巴西略，該撒利亞主教，4世纪教会领袖。与拿先素斯的貴格利和尼撒的貴格利并称加帕多家教父。在天主教尊为教会圣师。

## 生平
约330年，巴西流生于該撒利亞加帕多家的一个富有而敬虔的家庭。其父老圣巴西流，母亲聖伊美利雅，祖母聖婦長馬克利諾，長姊聖女馬克利納，弟弟女撒的貴格利，以及彼得，色巴思（Sebaste）主教。有历史学家认为东正教的圣女Theosebia是他最年幼的妹妹。
幼年时，巴西流随家人迁往本都（Pontus）；但他不久就回到加帕多家与母族住在一起，因而他有可能由其祖母抚养长大。
巴西流在君士坦丁堡及雅典学习，四五年间，他结识了同学拿先素斯的貴格利，并和未来的皇帝尤里安成为朋友。他们都受到俄利根很大影响。
在雅典期间，他开始了对宗教的严肃思考。他寻访叙利亚和阿拉伯的隐修者，学习敬虔热诚，以及如何以苦修战胜肉体。
此後，他擔任本都的Annesi附近的一家女修院的院長。其時，他母親伊美利雅已是寡婦及其長姊馬克利納等都在那裡度敬虔禱告的生活。色巴斯的優斯塔修当时已在本都隐修，因此受到巴西流的尊敬。然而他们在教理上存在分歧，导致他们两人渐行渐远。在360年君士坦丁堡的会议上，作为半亚流主义者安居拉主教巴西流的随员，他与坚持“同质”（homoousia）者一起共同反对亞流主義。与亚他那修一样，他也反对马西顿派。
巴西流因为他的主教Dianius签署了Rimini会议所定的信条而与之决裂，直至Dianius逝世前才与之和好。巴西流在365年成为該撒利亞长老，这可能是他上司优西比乌（并非教会史家优西比乌）的请愿的结果，因他们希望以他的智慧反对人多势众，又有皇帝瓦林斯支持亞流主義者。
370年，巴西流接任优西比乌成为該撒利亞主教。由于該撒利亞教区的重要性，其主教是本都当然的督主教。他不仅热衷于正统，对于对手的优点他也不会视而不见。为了和睦的缘故，他在不牺牲真理的情况下可以妥协放弃正统所使用的术语。瓦林斯千方百计地要把亞流主義引进他的教区，而他则尽其所能抵挡。皇帝有意将他放逐，可是最终没有下手。
为了使教会摆脱亞流主義，巴西流亦曾向西方教会寻求支持，也得到亚他那修的帮助。然而在圣灵的本质上，巴西流遭到了质疑，尽管他也认为圣灵与父子本质相同，但出于东方教会的传统，并不使用homoousios一语。因为这一原因，约于371年时，他遭到修士中极端分子的非难，而亚他那修则为他辩白。他与優斯塔修因教义上的分歧而引致猜疑，而另一方面，他对极端的“同质说”感到不快，在他看来，这是复活的撒伯流主义异端。
巴西流生前未能亲见教会摆脱意见分歧的困扰，也没能看到他在东西教会之间的努力取得成功。他染上肝病，而他的苦修生活加速了他的早逝。
他曾在該撒利亞建立救济机构，作为救济院，医院和收容所。

## 著作
Adversus Eunomium《驳犹诺米》，巴西流于363年至364年间写作三卷反对犹诺米所持的父子不同说的极端亚流主义观点。《驳犹诺米》前三卷由巴西流所作，而第四卷和第五卷则是托名之作，作者并非巴西流或老底嘉主教阿波林，有可能是岱迪瑪。
De Spiritu Sancto《论圣灵》，是巴西流對於聖靈位格所寫的第一本完整論文，其中巴西流以圣经和古教会的传统证明圣灵的神性。這本書對於尼西亞信經的修訂，並最後增加描述三位一體第三位的條款，具有很大的影響力。
在解经方面，他留下了Homiliae in Hexaemeron《论创世六天》，和对《聖詠集》的解经Homiliae super Psalmos，十七篇。
他在伦理及隐修方面的著作是Moralia和Regulæ。前者是为在俗信徒写作的道德伦理指南，而后者是为隱修制定的規則，在東方教會隱修院奉為圭臬，分长短两篇。在留下的不计其数的证道中，除了关于教义和解经之外，其反对高利贷和关于368年饥荒的内容也很引人注目，也有的教导对殉道者和他们遗物的敬礼。巴西流教导后生学习古典著作的重要性。
巴西流留下的书信有三百余通，对于了解当时的教会历史具有尽管他受到疾病的折磨并身处动荡的教会，从他的书信中仍可以看到其达观，温良的态度。
大多数以巴西流命名的禮典实际上并非他本人的作品，但其中保留了巴西流收集整理教会礼仪的成果。拜占庭禮儀中，《大聖巴西略禮典》一年只用十次左右，《金口聖若望禮典》则更常用。
巴西流所有的作品皆编入Patrologia Graeca，其拉丁译本质量参差。

## 該撒利亞的巴西流的三位一體論
巴西流的三位一體論是從反駁歐諾米、馬其頓紐派和敵聖靈派的論戰中發展出來。巴西流三位一體論的特色在於他對聖父，對聖子，對聖靈這三方面均有論述，尤其對於聖靈的神性提出有利的辯護，奠定了三位一體論最後一項的基礎。他三位一體論的論述有幾個重點：
1. 巴西流從一個本質的觀點來認定父、子與聖靈不是三位神，因為他們具有同等的神聖實質，而這個本質比祂們的個體更真實，又絕對不會破壞祂們的獨立性。他也特別強調神的神的「奧秘」，他認為神的本質非世人能透測，也不可能被理解的，這個觀念也成為東方基督教思想的主要神學公理。
2. 對於聖子的「生」，巴西流認為不能把神聖的生（生產）與人類的誕生，拿來作為次位論的類比。他訴諸陽光的類比來證明「生（受生的過程）也可以是永恆」的邏輯。所以父永恆生子，兒子是永恆從父受生的，但也不能以神永恆生一子，來推論子次等於生祂的父神。
3. 巴西流的聖靈論的基礎來自於《聖經》，他根據《約翰福音》15章26節和《馬太福音》28章18至20節的經文主張聖靈是神，因為《聖經》稱祂為主，是賜予生命者，又說祂是自父而出，並且與聖父、聖子一同受敬拜的。他以聖靈能知道神的事，來證明聖靈是神。此外，他訴諸基督徒的得救經歷是來自聖靈的成就，以此來確立聖靈不可能與父，子有別。

巴西流對三位一體論的最大的貢獻，乃在於將聖子的本質與位格分開，他強調神只有一本質，卻有三個位格，即父的位格、子的位格以及靈的位格。這定義在公元381年的君士坦丁堡公會議被定為正統，成為東方教會對三位一體的標準解釋。

## 參考書目

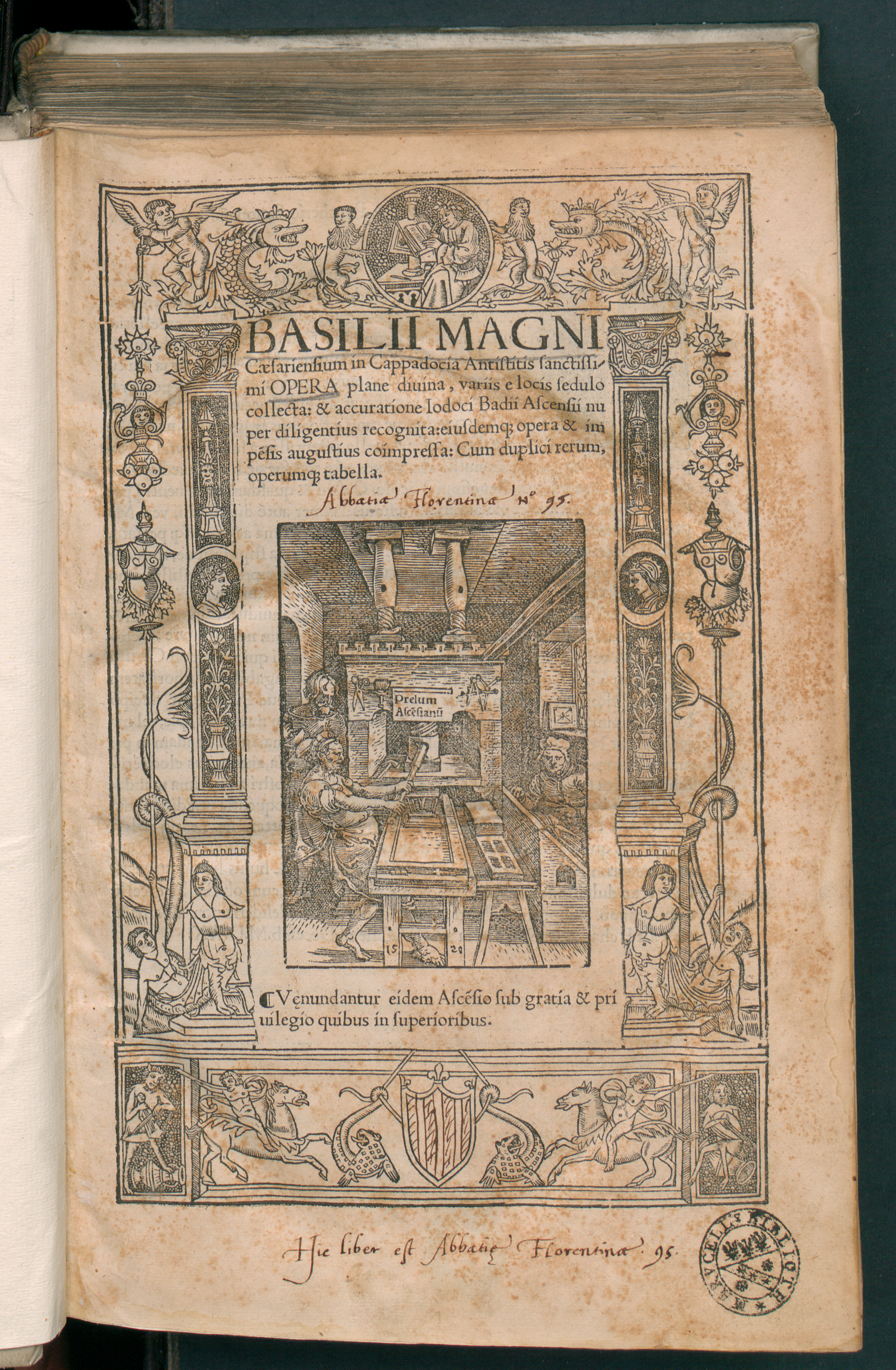
Basilii Magni Opera, 1540